# Herb powiatu pajęczańskiego
Herb powiatu pajęczańskiego – jeden z symboli powiatu pajęczańskiego, ustanowiony 29 czerwca 2001.

## Wygląd i symbolika
Herb przedstawia na tarczy gotyckiej koloru niebieskiego dwa złote skrzyżowane berła, a między nimi herb Królestwa Polskiego, według wzoru z pomnika grobowego Władysława Jagiełły. Jest to nawiązanie do czasów, gdy tereny powiatu były uposażeniem Akademii Krakowskiej.